# Chica Luna
Chica Luna (Lunella Lafayette) es una superheroína ficticia que aparece en los cómics estadounidenses publicados por Marvel Comics, creada por los escritores Brandon Montclare y Amy Reeder y la artista Natacha Bustos. El personaje apareció por primera vez en Moon Girl and Devil Dinosaur #1 (noviembre de 2015). Lunella es una niña afroamericana de 9 años que se describe como la personaje más inteligente del existente Universo Marvel. Algo que reemplaza a Chico Luna, está emparejada con el Dinosaurio Diablo, con quien comparte un vínculo mental debido a que es inhumana.

## Historial de publicaciones
El personaje fue creado por los escritores Brandon Montclare y Amy Reeder (quienes también diseñaron el personaje), y la artista Natacha Bustos, que apareció por primera vez en Moon Girl y Devil Dinosaur # 1 (noviembre de 2015).
La génesis del personaje provino del editor Mark Paniccia, que es fanático del personaje Dinosaurio Diablo y, junto con la editora Emily Shaw, había contratado a Montclare y Reeder para escribir las bases de una nueva serie que involucraba al personaje que terminaba en la actualidad. Se les ocurrió la idea de que Dinosaurio Diablo interactuara con una niña y se enamoraron de la idea de trabajar con un héroe que no era un "superhéroe de capa y medias". Reeder explica la inspiración principal para la creación del personaje:

Así que ella era, originalmente, este personaje que era como el Inspector Gadget, pero un poco menos cursi, ¿un poco más sabiendo lo que está haciendo? Ya sabes, sacar artilugios de su mochila o lo que sea, y patinar por la ciudad y resolver crímenes. Y ella era negra. Y luego [Marvel] dijo una niña: la única diferencia era que la hacía más joven, y eso la hacía aún más genial. Ella es alguien que es un poco incómoda, un poco fuera de lo común y la gente no la conoce.

También vieron la serie como una secuela directa de la serie Moon-Boy y Devil Dinosaur de Jack Kirby, de ahí que los primeros villanos que enfrentan Chica Luna y Dinosaurio Diablo son Killer-Folk.
La artista Natacha Bustos encontró al personaje un alivio de la norma de otros superhéroes típicos. Ella se inspiró principalmente en la clara diversidad que Chica Luna y Dinosaurio Diablo promovieron, comparando aún más el personaje de Lunella con ella misma. Ella comparó su historia con una "Ghibli" debido a la inmensa relación entre los personajes principales.

## Biografía del personaje ficticio

### Comienzos heroicos
Lunella Lafayette es una joven haitiana-estadounidense e hija de Adria Lafayette y James Lafayette. Sueña despierta y le encanta inventar. A pesar de poseer un intelecto asombrosamente grande, Lunella no puede ingresar a mejores escuelas y asiste a la Escuela Pública 20 Anna Silver. Sus compañeros de clase se burlan de ella y la llaman Chica Luna debido a estas cualidades.
En la Tierra Salvaje, un grupo de Killer Folk puso sus manos en la sagrada Piedra Nocturna. Chico Luna y Dinosaurio Diablo lucharon por recuperarlo, pero Chico Luna murió cuando los Killer Folk fueron absorbidos por un vórtice a través del tiempo con la Piedra Nocturna. El último deseo de Chico Luna era que el Dinosaurio Diablo recuperara la Piedra Nocturna y lo vengara.
Al pasar por el portal, Dinosaurio Diablo terminó en la ciudad de Nueva York. La Piedra Nocturna había caído en manos de Lunella; quien dedujo que la Piedra Nocturna era en realidad un proyector Kree Omni-Wave. Lunella había identificado el gen Inhumano dentro de su propio ADN y temía ser transformada en un monstruo debido a los cambios provocados por la Niebla Terrigena. Debido a varias nubes Terrigen que habían estado flotando alrededor de la ciudad después de la detonación de una bomba Terrigen por parte de los Inhumanos, ella tomó medidas drásticas y tuvo la intención de usar la Piedra Nocturna para encontrar una manera de eliminar el ADN inhumano. Con Lunella negándose a renunciar a la Piedra Nocturna, Dinosaurio Diablo se vio obligado a llevarla a su alboroto a través de la ciudad mientras buscaba a Killer Folk. Aunque Dinosaurio Diablo luchó contra Killer Folk, lograron escapar con la Piedra Nocturna.
Lunella terminó albergando a Dinosaurio Diablo en su laboratorio que había construido en las profundidades de su escuela, cada vez más frustrada porque estaba atrapada con el "gran muñeco rojo", pero lo encontró útil cuando ayudó a salvar las vidas de su maestra y clase durante un incendio. Sin embargo, Hulk (Amadeus Cho) llegó, buscando detener al Dinosaurio Diablo por su alboroto anterior y lo acusó del incendio. Lunella se negó, declarando que necesitaba a Dinosaurio Diablo y, cada vez más frustrada con Amadeus que la patrocinaba y socavaba su inteligencia, sacó algunas armas caseras para luchar contra él, pero solo accidentalmente terminó noqueando a Dinosaurio Diablo.
Lunella, sintiéndose responsable del arresto de Dinosaurio Diablo y sintiendo parentesco con la bestia atrapada en un lugar al que no pertenecía, lo rompió bajo el apodo de Chica Luna, un apodo que los otros estudiantes usaron para intimidarla. Después de que Killer Folk, que había conquistado el territorio que anteriormente pertenecía a la Pandilla de la Calle Yancy, no pudo secuestrar a Lunella de la escuela para ser su sacrificio de sangre a la Piedra Nocturna en una luna llena, Lunella decidió poner fin a las cosas. Ella y Dinosaurio Diablo lucharon contra Killer Folk una vez más y ganaron, reclamando la Piedra Noctruna. Lunella esperaba poder finalmente usarlo para asegurarse de que no se transformaría en una Inhumana, pero en ese preciso momento fue atrapada en una nube de Terrigen.

### Después de la Terrigenesis
Dinosaurio Diablo llevó el capullo de Lunella a su laboratorio y lo observó durante varios días hasta que eclosionó. Al principio, Lunella se sintió aliviada de no haber cambiado físicamente, pero se consternó al saber que su poder inhumano hizo que su conciencia y la del Dinosaurio Diablo cambiaran. El Dinosaurio Diablo procedió a hacerla aún más marginada en la escuela debido a que enloqueció en clase y atacó a otros estudiantes mientras Lunella arrasaba la ciudad. Finalmente, aunque volvieron a la normalidad.
El siguiente oponente de Dinosaurio Diablo y Chica Luna llegó en forma de Chico Kree, un niño Kree incomprendido que no había ingresado a la academia dos veces, que intentó capturar a un Inhumano para impresionar a su padre y hacerse un nombre en la Tierra como lo había hecho el Capitán Marvel, quien se disfrazó como un nuevo estudiante, Marvin Ellis, en la clase de Lunella. Chica Luna y Dinosaurio Diablo lucharon contra Chico Kree varias veces, una vez separados por Ms. Marvel, quien reconoció su lucha como la disputa infantil que era, pero aun así le confió a Chica Luna un dispositivo para contactarla si alguna vez las cosas salían de mano.
Hulk se acerca a Lunella, quien le da el Banner B.O.X. (Brain Omnicompetence Examiner), y se sorprende cuando lo resuelve en cuestión de segundos, lo que demuestra que Lunella es la persona más inteligente de la Tierra. Después de consultar a expertos, Chica Luna, Hulk y Dinosaurio Diablo se encuentran con Hombre Topo, que estaba atacando la ciudad con un grupo de monstruos. Al día siguiente, en su laboratorio, Lunella termina teniendo una visión de sí misma en el futuro, donde los héroes más inteligentes de la Tierra se acercan a ella. Después de la escuela, la Cosa se acerca a ella y la lleva a pasear cuando aparece Hulk. Cuando los dos comienzan a pelear, Chica Luna y Dinosaurio Diablo logran contenerlos mientras protegen a los civiles, hasta que ambos quedan inconscientes. Mientras tanto, el Doctor Doom se sorprende al descubrir que Chica Luna es considerada la persona más inteligente de la Tierra y promete demostrar que es superior. Durante la clase de ciencias, Lunella es atacada por drones robot hasta que es salvada por Riri Williams. Siguen a los drones hasta un callejón cercano, donde Chica Luna se encuentra con el Doctor Doom. Después de que Doom escapa, Chica Luna y Ironheart van al laboratorio secreto de Chica Luna, donde descubren que las firmas de energía de los drones son de origen místico. Mientras rastrean la ubicación de Doom, Chica Luna y Dinosaurio Diablo llegan al Sanctum Sanctorum y son encontrados por Doctor Strange.
Al despertar de un sueño, Lunella se reencuentra con Diablo, quien fue reducido por Strange. Mientras caminaba de regreso a casa, Chica Luna y dos de sus compañeros de clase son atacados por el Doctor Doom y sus Doombots. Chica Luna usa una poción de ampliación para ayudar al Doctor Strange a luchar contra Doom y sus robots. Unas noches más tarde, mientras instala una sonda de detección de energía, Chica Luna es encontrada por cinco miembros de los X-Men.
Al llegar a un centro comercial abandonado, Chica Luna vuelve a diseñar un casco Cerebro con el proyector Omni-Wave para localizar a Doom, solo para que ella y los X-Men viajen a la década de 1980. Una vez allí, el Doctor Doom llega con un ejército de Doombots. Los X-Men y Diablo luchan contra los Doombots hasta que Chica Luna se quita el casco y los envía de vuelta al presente, donde descubren que Doom es en realidad un Doombot. Lunella lleva el Doombot a su laboratorio para analizarlo. Lunella luego hace un descubrimiento importante sobre su poder inhumano: solo se activa durante la luna llena. Luego se encuentra con un ejército de Doombots, junto con Cosa, Hulk, Ms. Marvel, Ironheart, Doctor Strange, Chico Kree y Killer Folk, quienes acudieron en su ayuda después de ser reclutados por Lunella.

### Robot doble
Lunella luego recibe una llamada de ayuda de una niña alienígena llamada Illa y, después de construir una nave espacial, va al espacio con Diablo y aterriza en una luna. Mientras explora, Lunella descubre que Illa es la luna. Pronto se da cuenta de que Illa está sola y quiere compañía y no entiende a Lunella en absoluto. Después de una breve pelea entre Diablo y algunos bichos gigantes, Lunella se va, a pesar de las objeciones de Illa. En el proceso, Lunella es enviada a un universo paralelo donde conoce otra versión de ella y Dinosaurio Diablo. Mientras tanto, la cabeza de Doombot crea versiones robóticas de Lunella para evitar sospechas de su ausencia. Después de luchar contra sus contrapartes, Chica Diabla y Dinosaurio Luna, Lunella y Diablo regresan a su nave espacial y regresan con Illa, quien les dice que nunca la abandonarán. De vuelta a casa, la cabeza de Doombot comienza a tener problemas con uno de los robots Lunella. Chica Luna y Diablo logran encontrar a Ego el Planeta Viviente y lo reúnen con Illa, mientras que Doombot descubre que el robot Lunella está actuando de forma independiente. Chica Luna y Dinosaurio Diablo más tarde hicieron uso de una máquina del tiempo para evitar la muerte de Chico Luna.
Mientras tanto, la cabeza de Doombot ha creado múltiples robots de reemplazo de Chica Luna que para su sorpresa están actuando como niñas reales. Él les dice que serán obsoletos cuando regrese la verdadera Lunella. Mientras estaba en el espacio, Lunella ha unido a Ego e Illa como una familia. En el camino a la Tierra, ella usa el proyector Omniwave para devolver con lágrimas a Dinosaurio Diablo a Chico Luna en la Tierra Salvaje, donde cree que pertenece, y luego regresa a Nueva York, donde lo tira a la basura. Más tarde, al darse cuenta de que todavía necesita ayuda, comienza a buscar otros superhéroes en busca de una pareja potencial. Intenta varios en varias aventuras, pero esto falla y cuando se enfrenta con el Super Skrull recluta a Ben Grimm y Johnny Storm y usa H.E.R.B.I.E. para reubicar a Dinosaurio Diablo y traerlo de vuelta con su propio uniforme de los Cuatro Fantásticos. (Problema # 29) Derrotan a Super Skrull y Lunella se da cuenta de que ella y Dinosaurio Diablo no pertenecen a los Cuatro Fantásticos, sino que pertenecen juntos. Ella se disculpa por enviarlo lejos y él la perdona fácilmente.

### Más ups de equipo
Durante la historia de Monsters Unleashed, Dinosaurio Diablo estaba con Chica Luna cuando estudiaba los diferentes ataques de Leviathon. Más tarde, Kei Kawade demuestra sus habilidades a los héroes presentes al convocar a Dinosaurio Diablo, aunque Chica Luna también fue traída durante la invocación de Dinosaurio Diablo. Cuando los Servidores Leviathon atacan el Edificio Baxter, Kei Kawade convoca al Dinosaurio Diablo para ayudar a combatirlos. Chica Luna, Dinosaurio Diablo y otros héroes se encuentran con otros monstruos hasta que Kei Kawade y sus nuevas creaciones derrotan a la Reina Leviathon.
Durante la historia de Secret Empire, Dinosaurio Diablo y Chica Luna se unen con los Guerreros Secretos de Daisy Johnson. Después de rescatar a Karnak de un campo de prisioneros, los Guerreros se encuentran con los Comandos Aulladores después de caer en una trampa. Mientras conduce hacia el oeste, el equipo es encontrado por los X-Men. Después de escapar de New Tian, el equipo se encuentra con Bestia Oscura, una versión malvada de Bestia, que es torturada por Daisy y Karnak con información de un Inhumano que puede ayudarlos. Después de recibir su información, el equipo se encuentra con Mister Hyde junto con los Vengadores de Hydra. Después de una breve pelea, el equipo es capturado hasta que estallan cuando Daisy usa sus poderes para destruir el Helicarrier en el que se encontraban. Mientras trata de sacar al Diablo de su jaula, Chica Luna se encuentra con Leer, mencionó el Inhumano Karnak, quien la deja inconsciente cuando aterriza el Helicarrier. Afortunadamente, Chica Luna y Diablo han cambiado de cerebro justo a tiempo, permitiendo a Chica Luna llevar a los Guerreros a un campo de prisioneros inhumanos. Allí, los Guerreros planean una fuga de la cárcel con los Inhumanos encarcelados cuando la resistencia Subterránea llega para ayudarlos. Más tarde se reveló que Leer es el hijo de Karnak y que Karnak lo había vendido al Sr. Siniestro para ayudarlo a activar sus poderes.
En Gwenpool # 25, Chica Luna, Dinosaurio Diablo y otro equipo de superhéroes, los Power Pack, atraviesan brevemente la pared de las versiones de Marvel de los padres de Gwen mientras ella explica de dónde vinieron ella y su hermano. Están sorprendentemente de acuerdo con eso.
Chica Luna protagonizó una miniserie de tres partes de one-shots invitada con Spider-Man (Miles Morales), los X-Men y los Vengadores, que tenía al Dinosaurio Diblo una dino-siesta por el Alto Evolucionador.

### Princesa
Wilson Fisk reveló recientemente a su hija secreta Princesa al inscribirla en la escuela de Lunella. Por alguna razón, se escabulle a la escuela e intenta robar el archivo de Lunella, pero es frustrada por Chica Luna, quien en medio de la pelea intercambia cuerpos con Diablo. Más tarde, Lunella, feliz de tener a Dinosaurio Diablo de vuelta pero teniendo que lidiar con todos sus problemas con los dinosaurios, lo transforma en un niño humano con la ayuda de su robot doble, la cabeza de Doombot y H.E.R.B.I.E. y poco después lo inscribe como estudiante alegando que es su hermano. Princesa se siente menospreciada ya que no disfrutó mucho ser la nueva chica y se queja con Wilson, quien le informa a algunos de sus villanos contactos que pueden tener que lidiar con Chica Luna mientras Princesa intenta intimidarlos y atraer la atención hacia sí misma.

### Los S.A.D.S.A.K.s
Queriendo ayudar a sus compañeros Inhumanos, Chica Luna forma los S.A.D.S.A.K.s (Support Alliance Derby for Sensationally Abled Kids) y recluta a Tasha, una niña con cabello prensil, Devinder, un niño con súper velocidad, Will, un niño con alas que puede comunicarse con pájaros, y Olivia, una niña con influencia en las redes sociales. El grupo rápidamente empezó a sospechar de Olivia, especialmente cuando la gente parece enamorarse de ella después de usar un producto para el cuidado del cabello que promociona en línea. Chica Luna descubre que OMG Olivia es en realidad parte de la raza Kree y desciende directamente de los científicos que crearon a los Inhumanos. Con la esperanza de recuperar la gloria de su familia, planea usar nanitos incrustados en sus productos para el cuidado del cabello y crear un ejército para cumplir sus órdenes. Chica Luna y Dinosaurio Diablo reúnen a sus nuevos aliados para derrotarla.

## Poderes y habilidades
El regalo principal de Lunella Lafayette es su inteligencia avanzada. Amadeus Cho la llama la "persona más inteligente del mundo", lo que implica que es más inteligente que otros genios del Universo Marvel como Bruce Banner, Tony Stark, Reed Richards, Victor Von Doom y el propio Cho. Ella usa su inteligencia para construir una amplia variedad de dispositivos que usa en la batalla. Su "armadura de batalla" consiste en un casco de boxeo, gafas, tirantes, un cinturón de utilidad computarizado, mochila, algunas armas menores (especialmente su guante de boxeo con resorte) y un par especial de patines.
Como resultado de su herencia Inhumana, Lunella posee la capacidad de cambiar la conciencia con el Dinosaurio Diablo cuando está enojada o extremadamente hambrienta. Debido a su inteligencia, también es capaz de hablar mientras está en el cuerpo del dinosaurio. Sin embargo, su cuerpo normal adquiere una personalidad salvaje debido a que Dinosaurio Diablo se hizo cargo. Ella también posee algún tipo de fuerza mejorada, pero según el Capitán Kree es radicalmente insignificante en comparación con sus otras habilidades. Recientemente notó que tiende a suceder en la noche de luna llena.

## Otros personajes relacionados

### Personajes secundarios
- Dinosaurio Diablo: El famoso dinosaurio que entró en la ciudad de Nueva York a través de un portal. Es el compañero constante y el mejor amigo de Lunella.[33]
- Chico Luna: El compañero original de Dinosaurio Diablo. Inicialmente fue asesinado por Killer Folk,[34]pero fue salvado, a través de un viaje en el tiempo, por Lunella y Devil.[35]
- Adria Lafayette: La madre de Lunella que trabaja como concejal de prisión para ayudar a reformar a los delincuentes.[36]
- James Lafayette: El padre de Lunella que trabaja como enfermero en la sala de cuidados intensivos.[36]
- Eduardo: El amigo de Lunella que afirma haber visto a Taylor Swift en Yancy Street.[34]
- Zoe: Una de las compañeras de Lunella que no la entiende ni a ella ni a su inteligencia.[34]
- Ali: Una de las compañeras de Lunella que es mucho más paciente con ella.[34]
- Sra. Dominguez: Lunella se pone encima de la profesora que lucha por comprender a sus alumnos.[34]Ella solía fumar.[37]
- Entrenador Hrbek: El entrenador bondadoso de Lunella, pero tonto. Es indirectamente responsable de traer Devil y Killer Folk a Nueva York.[34]
- Devinder: Un niño Inhumano con la capacidad de moverse a súper velocidad.[36]
- Will: Un niño Inhumano que tiene alas y puede hablar con los pájaros.[36]
- Tasha Thomas: Una niña Inhumana con cabello prensil.[36]

### Enemigos
- Killer Folk: La primera gran amenaza que Lunella y Devil enfrentaron juntos. Son una tribu primitiva de seres parecidos a simios que son salvajes, pero que muestran inteligencia.[34]
- Marvin Ellis / Mel-Varr / Kid Kree: Un chico soldado Kree que viene a la Tierra para capturar a Lunella. Él termina enamorándose de ella, pero ella lo reprende por su edad.[38]Al parecer todavía permanecen en contacto entre sí.
- Princesa Fisk: La hija de Kingpin que es una mocosa mimada.[39]
- OMG Olivia: Una chica Kree que es descendiente directa de los creadores de los Inhumanos y que intenta controlar mentalmente a la población.[40]

## Recepción

### Reconocimientos
- En 2020, Scary Mommy incluyó a Chica Luna en su lista "¿Buscando un modelo a seguir? Estos más de 195 personajes femeninos de Marvel son verdaderamente heroicos".[41]
- En 2021, CBR.com clasificó a Chica Luna en primer lugar en su lista "Marvel: 10 personajes femeninos más inteligentes".[42]
- En 2022, Collider clasificó a Chica Luna en el segundo lugar en su lista de los "10 genios más inteligentes del Universo Marvel".[43]
- En 2022, Screen Rant incluyó a Chica Luna en su lista de "15 personajes más inteligentes de Marvel Comics"[44] y en su lista de "10 héroes femeninos de Marvel que deberían venir a la MCU".[45]
- En 2022, CBR.com clasificó a Chica Luna en el primer lugar de su lista de los "10 científicos más inteligentes de Marvel",[46] en el segundo lugar de su lista de los "10 héroes tecnológicos más inteligentes",[47] y en el décimo lugar de su lista de los "10 inhumanos que deberían unirse a la Lista de los Vengadores.[48]

## Otras versiones
En la realidad Warp World vista en Infinity Wars, Lunella se fusiona con Chica Ardilla y se presenta como Luneen Lafagreen. Después de presenciar una ardilla roja experimentando Terrigenesis al crecer hasta el tamaño de un Tyrannosaurus, Luneen desarrolla un casco de traducción y decide llamarse Luna Ardilla y lucha contra el crimen con su nuevo mejor amigo.

## En otros medios

### Televisión
- Chica Luna aparece en Moon Girl y Devil Dinosaur, con la voz de Diamond White.[50][51][52]Esta versión es una humana normal de 13 años que se pone un traje de superhéroe y maneja dispositivos que ella misma construyó.[53]Además, su abuela Mimi Lafayette (con la voz de Alfre Woodard) operó anteriormente como la primera Chica Luna.
  - Una variante de realidad alternativa de Chica Luna llamada Chica Diabla aparece en los episodios "Skip This A...olescence" y "The Great Beyond-er!", también con la voz de White.[54]
  - En el episodio "Moon Girl's Day Off", Lunella hace que su mejor amiga Casey Calderon (con la voz de Libe Barer) asuma el papel de Chica Luna mientras ella se escapa para tomar un descanso.
- Chica Luna aparece en Lego Marvel Avengers: Mission Demolition, nuevamente con la voz de Diamond White.[52]
- Chica Luna aparece en Spidey and His Amazing Friends,  nuevamente con la voz de Diamond White.[55]

### Videojuegos
- Chica Luna aparece como un personaje jugable desbloqueable en Marvel Future Fight.[56]
- Chica Luna apareció como un personaje desbloqueable en Marvel Avengers Academy, con la voz de Cenophia Mitchell. Ella estuvo disponible por primera vez durante el evento "Monsters Unleashed".[57][58]
- Chica Luna aparece como un personaje jugable desbloqueable en Lego Marvel Super Heroes 2. Está disponible a través del DLC "Champions Character Pack".[59]
- Chica Luna aparece en Marvel Snap.[60][61]